# Élections présidentielles sous la Cinquième République dans le Var
Depuis l'adoption de la Constitution de la Cinquième République française en 1958, onze élections présidentielles ont eu lieu afin d'élire le président de la République. Cette page présente les résultats de ces élections dans le Var.

## Synthèse des résultats du second tour
Jusqu'en 1981, le Var vote plus au centre ou à gauche que la France, plaçant en particulier François Mitterrand en tête du second tour de 1974 (50,58 %), devant Valéry Giscard d'Estaing. Le département se droitise ensuite. En 2007, Nicolas Sarkozy (65,54 %) obtient 12 points de plus qu'au niveau national. En 2012 Nicolas Sarkozy (62,64 %) arrive très largement en tête devant François Hollande. En 2017, Emmanuel Macron obtient plus de 15 points de moins qu'au niveau national, Marine Le Pen frôlant la barre des 50 % (49,15 %).
| année | Répartition des exprimés | Répartition des exprimés | Participation (% des inscrits) | Blancs ou nuls (% des votants) |

| 2017 | Emmanuel Macron (50,85 %) (France : 66,10 %) | Marine Le Pen (49,15 %) (France : 33,90 %) | 74,58 % (France : 77,77 %) | 1,66 % (France : 2,47 %) |

| 2012 | François Hollande (37,36 %) (France : 51,64 %) | Nicolas Sarkozy (62,64 %) (France : 48,36 %) | 80,58 % (France : 80,35 %) | 1,55 % (France : 5,82 %) |

| 2007 | Nicolas Sarkozy (65,54 %) (France : 53,06 %) | Ségolène Royal (34,46 %) (France : 46,94 %) | 83,47 % (France : 83,97 %) | 1,14 % (France : 4,20 %) |

| 2002 | Jacques Chirac (71,31 %) (France : 82,21 %) | J.-M. Le Pen (28,69 %) (France : 17,79 %) | 72,02 % (France : 79,71 %) | 2,69 % (France : 3,38 %) |

| 1995 | Jacques Chirac (61,59 %) (France : 52,64 %) | Lionel Jospin (38,41 %) (France : 47,36 %) | 76,08 % (France : 78,38 %) | 2,21 % (France : 2,81 %) |

| 1988 | François Mitterrand (43,67 %) (France : 54,02 %) | Jacques Chirac (56,33 %) (France : 45,98 % %) | 81,1 % (France : 81,35 %) | 1,49 % (France : 2,00 %) |

| 1981 | François Mitterrand (48,37 %) (France : 51,76 %) | Valéry Giscard d'Estaing (51,63 %) (France : 48,24 %) | 80,74 % (France : 81,09 %) | 1,49 % (France : 1,62 %) |

| 1974 | Valéry Giscard d'Estaing (49,42 %) (France : 50,81 %) | François Mitterrand (50,58 %) (France : 49,19 %) | 83,17 % (France : 84,23 %) | 0,84 % (France : 0,92 %) |

| 1969 | Georges Pompidou (55,15 %) (France : 58,21 %) | Alain Poher (44,85 %) (France : 41,79 %) | 74,54 % (France : 77,59 %) | 1,31 % (France : 1,29 %) |

| 1965 | Charles de Gaulle (47,44 %) (France : 55,20 %) | François Mitterrand (52,56 %) (France : 44,80 %) | 82,96 % (France : 84,75 %) | 1,09 % (France : 1,01 %) |

|  | ▲ |

## Résultats détaillés par scrutin

### 2017
Le premier tour de l'élection présidentielle de 2017 voit s'affronter onze candidats. Emmanuel Macron arrive en tête devant Marine Le Pen et tous deux se qualifient pour le second tour. Néanmoins, avec François Fillon et Jean-Luc Mélenchon, les scores des quatre candidats ayant recueilli le plus de voix sont serrés (4,43 points entre le 1er et le 4e). Pour la première fois, aucun des candidats des deux partis politiques pourvoyeurs jusque-là des présidents de la Ve République, n'est présent au second tour. Celui-ci se tient le dimanche 7 mai et se solde par la victoire d'Emmanuel Macron, avec un total de 20 753 798 bulletins de vote en sa faveur, soit 66,10 % des suffrages exprimés, face à la candidate du Front national, qui recueille 33,90 %. Le scrutin est néanmoins marqué par une forte abstention et par un record de votes blancs ou nuls.
Dans le Var, Marine Le Pen arrive en tête du premier tour avec 30,43 % des exprimés, suivie de François Fillon (24,87 %), Emmanuel Macron (17,73 %), Jean-Luc Mélenchon (15,38 %) et Nicolas Dupont-Aignan (4,76 %). Au second tour, les électeurs ont voté à 50,85 % pour Emmanuel Macron contre 49,15 % pour Marine Le Pen avec un taux de participation de 74,58 % des inscrits.
|             | FN          | Marine Le Pen         | 186 376 | 30,43 %    | 257 769 | 49,15 %    |  |  |
|             | LR          | François Fillon       | 152 316 | 24,87 %    |         |            |  |  |
|             | EM          | Emmanuel Macron       | 108 597 | 17,73 %    | 266 724 | 50,85 %    |  |  |
|             | LFi         | Jean-Luc Mélenchon    | 94 184  | 15,38 %    |         |            |  |  |
|             | DlF         | Nicolas Dupont-Aignan | 29 177  | 4,76 %     |         |            |  |  |
|             | PS          | Benoît Hamon          | 21 089  | 3,44 %     |         |            |  |  |
|             | RES         | Jean Lassalle         | 6 933   | 1,13 %     |         |            |  |  |
|             | UPR         | François Asselineau   | 5 860   | 0,96 %     |         |            |  |  |
|             | NPA         | Philippe Poutou       | 4 655   | 0,76 %     |         |            |  |  |
|             | LO          | Nathalie Arthaud      | 2 274   | 0,37 %     |         |            |  |  |
|             | SeP         | Jacques Cheminade     | 977     | 0,16 %     |         |            |  |  |
|             |             |                       |         |            |         |            |  |  |
|             |             |                       | Nombre  | % inscrits | Nombre  | % inscrits |  |  |
| Inscrits    | Inscrits    | Inscrits              | 794 777 |            | 794 665 |            |  |  |
| Abstentions | Abstentions | Abstentions           | 169 107 | 21,28 %    | 202 023 | 25,42 %    |  |  |
| Votants     | Votants     | Votants               | 625 670 | 78,72 %    | 592 642 | 74,58 %    |  |  |
|             |             |                       |         |            |         |            |  |  |
|             |             |                       |         | % votants  |         | % votants  |  |  |
| Blancs      | Blancs      | Blancs                | 9 858   | 1,24 %     | 52 879  | 6,65 %     |  |  |
| Nuls        | Nuls        | Nuls                  | 3 374   | 0,42 %     | 15 270  | 1,92 %     |  |  |
| Exprimés    | Exprimés    | Exprimés              | 612 438 | 77,06 %    | 524 493 | 66 %       |  |  |

### 2012
Hollande, désigné par le PS à la suite d'une primaire ouverte, devance Sarkozy dès le premier tour de l'élection présidentielle de 2012 : c'est la première fois qu'un président sortant est ainsi devancé. Au second tour, Sarkozy est battu mais par un écart plus faible qu'attendu.
Dans le Var, Nicolas Sarkozy arrive en tête du premier tour avec 34,83 % des exprimés, suivi de Marine Le Pen (24,83 %), François Fillon (19,65 %), Jean-Luc Mélenchon (9,08 %) et François Bayrou (6,66 %). Au second tour, les électeurs ont voté à 37,36 % pour François Hollande contre 62,64 % pour Nicolas Sarkozy avec un taux de participation de 81,32 % des inscrits.
|                | UMP            | Nicolas Sarkozy       | 209 233 | 34,83 %    | 364 466 | 62,64 %    |  |  |
|                | FN             | Marine Le Pen         | 149 187 | 24,83 %    |         |            |  |  |
|                | PS             | François Hollande     | 118 023 | 19,65 %    | 217 384 | 37,36 %    |  |  |
|                | FG             | Jean-Luc Mélenchon    | 54 553  | 9,08 %     |         |            |  |  |
|                | MoDem          | François Bayrou       | 40 004  | 6,66 %     |         |            |  |  |
|                | EELV           | Éva Joly              | 11 334  | 1,89 %     |         |            |  |  |
|                | DLF            | Nicolas Dupont-Aignan | 9 809   | 1,63 %     |         |            |  |  |
|                | NPA            | Philippe Poutou       | 5 239   | 0,87 %     |         |            |  |  |
|                | LO             | Nathalie Arthaud      | 2 094   | 0,35 %     |         |            |  |  |
|                | S&P            | Jacques Cheminade     | 1 254   | 0,21 %     |         |            |  |  |
|                |                |                       |         |            |         |            |  |  |
|                |                |                       | Nombre  | % inscrits | Nombre  | % inscrits |  |  |
| Inscrits       | Inscrits       | Inscrits              | 757 180 |            | 757 310 |            |  |  |
| Abstentions    | Abstentions    | Abstentions           | 147 017 | 19,42 %    | 141 483 | 18,68 %    |  |  |
| Votants        | Votants        | Votants               | 610 163 | 80,58 %    | 615 827 | 81,32 %    |  |  |
|                |                |                       |         |            |         |            |  |  |
|                |                |                       |         | % votants  |         | % votants  |  |  |
| Blancs ou nuls | Blancs ou nuls | Blancs ou nuls        | 9 433   | 1,55 %     | 33 977  | 5,52 %     |  |  |
| Exprimés       | Exprimés       | Exprimés              | 600 730 | 98,45 %    | 581 850 | 98,45 %    |  |  |

### 2007
Au premier tour de l'élection présidentielle de 2007, Sarkozy réussit à capter une partie des voix de Le Pen et arrive largement en tête. Royal est la première femme qualifiée pour le second tour d'une élection présidentielle. Elle est battue avec une avance de 6 points.
Dans le Var, Nicolas Sarkozy arrive en tête du premier tour avec 39,74 % des exprimés, suivi de Ségolène Royal (18,71 %), François Bayrou (15,31 %), Jean-Marie Le Pen (13,91 %) et Olivier Besancenot (3,21 %). Au second tour, les électeurs ont voté à 65,54 % pour Nicolas Sarkozy contre 34,46 % pour Ségolène Royal avec un taux de participation de 84,55 % des inscrits.
|                | UMP            | Nicolas Sarkozy      | 235 068 | 39,74 %    | 382 344 | 65,54 %    |  |  |
|                | PS             | Ségolène Royal       | 110 659 | 18,71 %    | 201 069 | 34,46 %    |  |  |
|                | UDF            | François Bayrou      | 90 550  | 15,31 %    |         |            |  |  |
|                | FN             | Jean-Marie Le Pen    | 82 292  | 13,91 %    |         |            |  |  |
|                | LCR            | Olivier Besancenot   | 19 014  | 3,21 %     |         |            |  |  |
|                | MPF            | Philippe de Villiers | 13 465  | 2,28 %     |         |            |  |  |
|                | GPA            | Marie-George Buffet  | 10 618  | 1,8 %      |         |            |  |  |
|                | Les Verts      | Dominique Voynet     | 8 107   | 1,37 %     |         |            |  |  |
|                | SE             | José Bové            | 6 860   | 1,16 %     |         |            |  |  |
|                | CPNT           | Frédéric Nihous      | 6 682   | 1,13 %     |         |            |  |  |
|                | LO             | Arlette Laguiller    | 5 914   | 1 %        |         |            |  |  |
|                | CNRSP          | Gérard Schivardi     | 2 261   | 0,38 %     |         |            |  |  |
|                |                |                      |         |            |         |            |  |  |
|                |                |                      | Nombre  | % inscrits | Nombre  | % inscrits |  |  |
| Inscrits       | Inscrits       | Inscrits             | 716 795 |            | 716 810 |            |  |  |
| Abstentions    | Abstentions    | Abstentions          | 118 514 | 16,53 %    | 110 752 | 15,45 %    |  |  |
| Votants        | Votants        | Votants              | 598 281 | 83,47 %    | 606 058 | 84,55 %    |  |  |
|                |                |                      |         |            |         |            |  |  |
|                |                |                      |         | % votants  |         | % votants  |  |  |
| Blancs ou nuls | Blancs ou nuls | Blancs ou nuls       | 6 791   | 1,14 %     | 22 645  | 3,74 %     |  |  |
| Exprimés       | Exprimés       | Exprimés             | 591 490 | 98,86 %    | 583 413 | 96,26 %    |  |  |

### 2002
Après cinq années de cohabitation, un duel est attendu entre Chirac et le Premier ministre Jospin lors de l'élection présidentielle de 2002, mais, à la surprise générale, ce dernier est devancé par Le Pen au premier tour. Au second tour, Chirac bénéficie du ralliement de la gauche et reçoit un score sans précédent. Il s'agit de la première élection pour un mandat de cinq ans et non plus sept.
Dans le Var, Jean-Marie  Le Pen arrive en tête du premier tour avec 23,54 % des exprimés, suivi de Jacques  Chirac (21,27 %), Lionel  Jospin (12,09 %), François Bayrou (6,1 %) et Jean-Pierre  Chevenement (5,29 %). Au second tour, les électeurs ont voté à 71,31 % pour Jacques  Chirac contre 28,69 % pour Jean-Marie  Le Pen avec un taux de participation de 79,45 % des inscrits.
|                | FN             | Jean-Marie Le Pen       | 106 462 | 23,54 %    | 139 318 | 28,69 %    |  |  |
|                | RPR            | Jacques Chirac          | 96 194  | 21,27 %    | 346 241 | 71,31 %    |  |  |
|                | PS             | Lionel Jospin           | 54 654  | 12,09 %    |         |            |  |  |
|                | UDF            | François Bayrou         | 27 576  | 6,1 %      |         |            |  |  |
|                | MC             | Jean-Pierre Chevènement | 23 938  | 5,29 %     |         |            |  |  |
|                | CPNT           | Jean Saint-Josse        | 21 875  | 4,84 %     |         |            |  |  |
|                | LO             | Arlette Laguiller       | 20 318  | 4,49 %     |         |            |  |  |
|                | Les Verts      | Noël Mamère             | 19 709  | 4,36 %     |         |            |  |  |
|                | DL             | Alain Madelin           | 18 867  | 4,17 %     |         |            |  |  |
|                | MNR            | Bruno Mégret            | 14 308  | 3,16 %     |         |            |  |  |
|                | PC             | Robert Hue              | 13 818  | 3,06 %     |         |            |  |  |
|                | LCR            | Olivier Besancenot      | 13 591  | 3,01 %     |         |            |  |  |
|                | Cap21          | Corinne Lepage          | 7 798   | 1,72 %     |         |            |  |  |
|                | PRG            | Christiane Taubira      | 6 850   | 1,51 %     |         |            |  |  |
|                | FRS            | Christine Boutin        | 4 619   | 1,02 %     |         |            |  |  |
|                | PT             | Daniel Gluckstein       | 1 649   | 0,36 %     |         |            |  |  |
|                |                |                         |         |            |         |            |  |  |
|                |                |                         | Nombre  | % inscrits | Nombre  | % inscrits |  |  |
| Inscrits       | Inscrits       | Inscrits                | 645 315 |            | 645 310 |            |  |  |
| Abstentions    | Abstentions    | Abstentions             | 180 575 | 27,98 %    | 132 629 | 20,55 %    |  |  |
| Votants        | Votants        | Votants                 | 464 740 | 72,02 %    | 512 681 | 79,45 %    |  |  |
|                |                |                         |         |            |         |            |  |  |
|                |                |                         |         | % votants  |         | % votants  |  |  |
| Blancs ou nuls | Blancs ou nuls | Blancs ou nuls          | 12 514  | 2,69 %     | 27 122  | 5,29 %     |  |  |
| Exprimés       | Exprimés       | Exprimés                | 452 226 | 97,31 %    | 485 559 | 94,71 %    |  |  |

### 1995
Après une nouvelle cohabitation et alors que la droite est particulièrement divisée entre Chirac et le Premier ministre Balladur, Jospin réussit à arriver en tête au premier tour de l'élection présidentielle de 1995, malgré la très lourde défaite de la gauche aux législatives de 1993. Au second tour, il est battu par Chirac.
Dans le Var, Jean-Marie Le Pen arrive en tête du premier tour avec 22,35 % des exprimés, suivi d'Édouard Balladur (21,09 %), Jacques Chirac (19,06 %), Lionel Jospin (17,3 %) et Robert Hue (8,24 %). Au second tour, les électeurs ont voté à 61,59 % pour Jacques Chirac contre 38,41 % pour Lionel Jospin avec un taux de participation de 78,37 % des inscrits.
|                | FN             | Jean-Marie Le Pen    | 100 004 | 22,35 %    |         |            |  |  |
|                | RPR            | Édouard Balladur     | 94 382  | 21,09 %    |         |            |  |  |
|                | RPR            | Jacques Chirac       | 85 284  | 19,06 %    | 269 612 | 61,59 %    |  |  |
|                | PS             | Lionel Jospin        | 77 389  | 17,3 %     | 168 118 | 38,41 %    |  |  |
|                | PC             | Robert Hue           | 36 882  | 8,24 %     |         |            |  |  |
|                | MPF            | Philippe de Villiers | 22 284  | 4,98 %     |         |            |  |  |
|                | LO             | Arlette Laguiller    | 18 704  | 4,18 %     |         |            |  |  |
|                | Les Verts      | Dominique Voynet     | 11 519  | 2,57 %     |         |            |  |  |
|                | S&P            | Jacques Cheminade    | 991     | 0,22 %     |         |            |  |  |
|                |                |                      |         |            |         |            |  |  |
|                |                |                      | Nombre  | % inscrits | Nombre  | % inscrits |  |  |
| Inscrits       | Inscrits       | Inscrits             | 601 391 |            | 601 342 |            |  |  |
| Abstentions    | Abstentions    | Abstentions          | 143 863 | 23,92 %    | 130 042 | 21,63 %    |  |  |
| Votants        | Votants        | Votants              | 457 528 | 76,08 %    | 471 300 | 78,37 %    |  |  |
|                |                |                      |         |            |         |            |  |  |
|                |                |                      |         | % votants  |         | % votants  |  |  |
| Blancs ou nuls | Blancs ou nuls | Blancs ou nuls       | 10 089  | 2,21 %     | 33 570  | 7,12 %     |  |  |
| Exprimés       | Exprimés       | Exprimés             | 447 439 | 97,79 %    | 437 730 | 92,88 %    |  |  |

### 1988
Après deux ans de cohabitation, Mitterrand affronte le Premier ministre Chirac lors de l'élection présidentielle de 1988. Le Pen obtient au premier tour un score jusque-là sans précédent pour un parti d'extrême droite. Au second tour, Mitterrand est facilement réélu.
Dans le Var, François Mitterrand arrive en tête du premier tour avec 25,46 % des exprimés, suivi de Jean-Marie Le Pen (25,09 %), Jacques Chirac (19,91 %), Raymond Barre (16,17 %) et André Lajoinie (7,12 %). Au second tour, les électeurs ont voté à 56,33 % pour Jacques Chirac contre 43,67 % pour François Mitterrand avec un taux de participation de 83,9 % des inscrits.
|                | PS                    | François Mitterrand | 110 356 | 25,46 %    | 191 555 | 43,67 %    |  |  |
|                | FN                    | Jean-Marie Le Pen   | 108 752 | 25,09 %    |         |            |  |  |
|                | RPR                   | Jacques Chirac      | 86 320  | 19,91 %    | 247 097 | 56,33 %    |  |  |
|                | SE                    | Raymond Barre       | 70 101  | 16,17 %    |         |            |  |  |
|                | PC                    | André Lajoinie      | 30 871  | 7,12 %     |         |            |  |  |
|                | Les Verts             | Antoine Waechter    | 12 335  | 2,85 %     |         |            |  |  |
|                | Communiste rénovateur | Pierre Juquin       | 8 350   | 1,93 %     |         |            |  |  |
|                | LO                    | Arlette Laguiller   | 5 302   | 1,22 %     |         |            |  |  |
|                | MPT                   | Pierre Boussel      | 1 134   | 0,26 %     |         |            |  |  |
|                |                       |                     |         |            |         |            |  |  |
|                |                       |                     | Nombre  | % inscrits | Nombre  | % inscrits |  |  |
| Inscrits       | Inscrits              | Inscrits            | 542 667 |            | 542 587 |            |  |  |
| Abstentions    | Abstentions           | Abstentions         | 102 570 | 18,9 %     | 87 334  | 16,1 %     |  |  |
| Votants        | Votants               | Votants             | 440 097 | 81,1 %     | 455 253 | 83,9 %     |  |  |
|                |                       |                     |         |            |         |            |  |  |
|                |                       |                     |         | % votants  |         | % votants  |  |  |
| Blancs ou nuls | Blancs ou nuls        | Blancs ou nuls      | 6 576   | 1,49 %     | 16 601  | 3,65 %     |  |  |
| Exprimés       | Exprimés              | Exprimés            | 433 521 | 98,51 %    | 438 652 | 96,35 %    |  |  |

### 1981
Lors de l'élection présidentielle de 1981, Giscard d'Estaing arrive en tête au premier tour et affronte, comme la fois précédente, Mitterrand. Pour la première fois, un président sortant est battu : Mitterrand devient le premier président de gauche de la Ve République.
Dans le Var, Valéry Giscard d'Estaing arrive en tête du premier tour avec 31,38 % des exprimés, suivi de François Mitterrand (22,9 %), Georges Marchais (17,97 %), Jacques Chirac (17,36 %) et Brice Lalonde (3,69 %). Au second tour, les électeurs ont voté à 50,58 % pour Valéry Giscard d'Estaing contre 48,37 % pour François Mitterrand avec un taux de participation de 86,25 % des inscrits.
|                | UDF            | Valéry Giscard d'Estaing | 117 514 | 31,38 %    | 203 724 | 51,63 %    |  |  |
|                | PS             | François Mitterrand      | 85 749  | 22,9 %     | 190 825 | 48,37 %    |  |  |
|                | PC             | Georges Marchais         | 67 294  | 17,97 %    |         |            |  |  |
|                | RPR            | Jacques Chirac           | 64 991  | 17,36 %    |         |            |  |  |
|                | MEP            | Brice Lalonde            | 13 799  | 3,69 %     |         |            |  |  |
|                | MRG            | Michel Crépeau           | 6 585   | 1,76 %     |         |            |  |  |
|                | LO             | Arlette Laguiller        | 5 632   | 1,5 %      |         |            |  |  |
|                | Divers droite  | Marie-France Garaud      | 5 465   | 1,46 %     |         |            |  |  |
|                | Divers droite  | Michel Debré             | 4 876   | 1,3 %      |         |            |  |  |
|                | PSU            | Huguette Bouchardeau     | 2 528   | 0,68 %     |         |            |  |  |
|                |                |                          |         |            |         |            |  |  |
|                |                |                          | Nombre  | % inscrits | Nombre  | % inscrits |  |  |
| Inscrits       | Inscrits       | Inscrits                 | 470 780 |            | 470 622 |            |  |  |
| Abstentions    | Abstentions    | Abstentions              | 90 680  | 19,26 %    | 64 720  | 13,75 %    |  |  |
| Votants        | Votants        | Votants                  | 380 100 | 80,74 %    | 405 902 | 86,25 %    |  |  |
|                |                |                          |         |            |         |            |  |  |
|                |                |                          |         | % votants  |         | % votants  |  |  |
| Blancs ou nuls | Blancs ou nuls | Blancs ou nuls           | 5 667   | 1,49 %     | 11 353  | 2,8 %      |  |  |
| Exprimés       | Exprimés       | Exprimés                 | 374 433 | 98,51 %    | 394 549 | 97,2 %     |  |  |

### 1974
L'élection présidentielle de 1974 est une élection anticipée à la suite de la mort de Pompidou. Mitterrand, candidat unique de la gauche, est largement en tête au premier tour devant Giscard d'Estaing, qui distance lui-même Chaban-Delmas. Au terme d'une campagne animée, marquée par un débat télévisé tendu, Giscard d'Estaing l'emporte avec une très courte avance.
Dans le Var, François Mitterrand arrive en tête du premier tour avec 46,14 % des exprimés, suivi de Valéry Giscard d'Estaing (34,57 %), Jacques Chaban-Delmas (12,33 %), Jean Royer (1,88 %) et Arlette Laguiller (1,35 %). Au second tour, les électeurs ont voté à 50,58 % pour François Mitterrand contre 49,42 % pour Valéry Giscard d'Estaing avec un taux de participation de 86,6 % des inscrits.
|                | PS             | François Mitterrand      | 137 896 | 46,14 %    | 156 535 | 50,58 %    |  |  |
|                | RI             | Valéry Giscard d'Estaing | 103 323 | 34,57 %    | 152 950 | 49,42 %    |  |  |
|                | UDR            | Jacques Chaban-Delmas    | 36 840  | 12,33 %    |         |            |  |  |
|                | SE             | Jean Royer               | 5 621   | 1,88 %     |         |            |  |  |
|                | LO             | Arlette Laguiller        | 4 034   | 1,35 %     |         |            |  |  |
|                | FN             | Jean-Marie Le Pen        | 3 910   | 1,31 %     |         |            |  |  |
|                | SE, écologiste | René Dumont              | 3 879   | 1,3 %      |         |            |  |  |
|                | MDSF           | Émile Muller             | 1 320   | 0,44 %     |         |            |  |  |
|                | FCR            | Alain Krivine            | 926     | 0,31 %     |         |            |  |  |
|                | NAR            | Bertrand Renouvin        | 503     | 0,17 %     |         |            |  |  |
|                | MFE            | Jean-Claude Sebag        | 442     | 0,15 %     |         |            |  |  |
|                |                |                          |         |            |         |            |  |  |
|                |                |                          | Nombre  | % inscrits | Nombre  | % inscrits |  |  |
| Inscrits       | Inscrits       | Inscrits                 | 362 383 |            | 362 291 |            |  |  |
| Abstentions    | Abstentions    | Abstentions              | 60 976  | 16,83 %    | 48 546  | 13,4 %     |  |  |
| Votants        | Votants        | Votants                  | 301 407 | 83,17 %    | 313 745 | 86,6 %     |  |  |
|                |                |                          |         |            |         |            |  |  |
|                |                |                          |         | % votants  |         | % votants  |  |  |
| Blancs ou nuls | Blancs ou nuls | Blancs ou nuls           | 2 537   | 0,84 %     | 4 260   | 1,36 %     |  |  |
| Exprimés       | Exprimés       | Exprimés                 | 298 870 | 99,16 %    | 309 485 | 98,64 %    |  |  |

### 1969
L'élection présidentielle de 1969 est une élection anticipée à la suite de la démission de De Gaulle. La gauche se lance désunie dans la course et, bien que Duclos (PCF) manque de le devancer, c'est le président par intérim Poher qui accède au second tour face à l'ex-Premier ministre Pompidou. Alors que Duclos refuse d'appeler à voter au second tour pour « bonnet blanc ou blanc bonnet », Pompidou est finalement largement élu.
Dans le Var, Georges Pompidou arrive en tête du premier tour avec 40,6 % des exprimés, suivi de Jacques Duclos (24,67 %), Alain Poher (23,96 %), Gaston Defferre (5,69 %) et Michel Rocard (2,82 %). Au second tour, les électeurs ont voté à 55,15 % pour Georges Pompidou contre 44,85 % pour Alain Poher avec un taux de participation de 65,55 % des inscrits.
|                | UDR            | Georges Pompidou | 98 265  | 40,6 %     | 110 587 | 55,15 %    |  |  |
|                | PC             | Jacques Duclos   | 59 708  | 24,67 %    |         |            |  |  |
|                | CD             | Alain Poher      | 57 998  | 23,96 %    | 89 927  | 44,85 %    |  |  |
|                | SFIO           | Gaston Defferre  | 13 766  | 5,69 %     |         |            |  |  |
|                | PSU            | Michel Rocard    | 6 817   | 2,82 %     |         |            |  |  |
|                | SE             | Louis Ducatel    | 3 363   | 1,39 %     |         |            |  |  |
|                | LC             | Alain Krivine    | 2 130   | 0,88 %     |         |            |  |  |
|                |                |                  |         |            |         |            |  |  |
|                |                |                  | Nombre  | % inscrits | Nombre  | % inscrits |  |  |
| Inscrits       | Inscrits       | Inscrits         | 329 023 |            | 328 959 |            |  |  |
| Abstentions    | Abstentions    | Abstentions      | 83 753  | 25,46 %    | 113 342 | 34,45 %    |  |  |
| Votants        | Votants        | Votants          | 245 270 | 74,54 %    | 215 617 | 65,55 %    |  |  |
|                |                |                  |         |            |         |            |  |  |
|                |                |                  |         | % votants  |         | % votants  |  |  |
| Blancs ou nuls | Blancs ou nuls | Blancs ou nuls   | 3 223   | 1,31 %     | 15 103  | 7 %        |  |  |
| Exprimés       | Exprimés       | Exprimés         | 242 047 | 98,69 %    | 200 514 | 93 %       |  |  |

### 1965
L'élection présidentielle de 1965 est la première élection au suffrage universel direct à la suite du référendum d'octobre 1962. De Gaulle est mis en ballottage, à la surprise générale, par Mitterrand, candidat unique de la gauche. La campagne du second tour est axée sur l'Europe et les relations internationales ainsi que sur l'armement nucléaire. De Gaulle est finalement réélu avec une large avance.
Dans le Var, Charles de Gaulle arrive en tête du premier tour avec 39,33 % des exprimés, suivi de François Mitterrand (33,05 %), Jean-Louis Tixier-Vignancour (14,05 %), Jean Lecanuet (10,64 %) et Pierre Marcilhacy (1,86 %). Au second tour, les électeurs ont voté à 52,56 % pour François Mitterrand contre 47,44 % pour Charles de Gaulle avec un taux de participation de 82,53 % des inscrits.
|                | UNR            | Charles de Gaulle            | 101 018 | 39,33 %    | 119 531 | 47,44 %    |  |  |
|                | CIR            | François Mitterrand          | 84 899  | 33,05 %    | 132 451 | 52,56 %    |  |  |
|                | SE             | Jean-Louis Tixier-Vignancour | 36 096  | 14,05 %    |         |            |  |  |
|                | MRP            | Jean Lecanuet                | 27 334  | 10,64 %    |         |            |  |  |
|                | PLE            | Pierre Marcilhacy            | 4 781   | 1,86 %     |         |            |  |  |
|                | SE             | Marcel Barbu                 | 2 720   | 1,06 %     |         |            |  |  |
|                |                |                              |         |            |         |            |  |  |
|                |                |                              | Nombre  | % inscrits | Nombre  | % inscrits |  |  |
| Inscrits       | Inscrits       | Inscrits                     | 313 027 |            | 312 992 |            |  |  |
| Abstentions    | Abstentions    | Abstentions                  | 53 338  | 17,04 %    | 54 691  | 17,47 %    |  |  |
| Votants        | Votants        | Votants                      | 259 689 | 82,96 %    | 258 301 | 82,53 %    |  |  |
|                |                |                              |         |            |         |            |  |  |
|                |                |                              |         | % votants  |         | % votants  |  |  |
| Blancs ou nuls | Blancs ou nuls | Blancs ou nuls               | 2 841   | 1,09 %     | 6 319   | 2,45 %     |  |  |
| Exprimés       | Exprimés       | Exprimés                     | 256 848 | 98,91 %    | 251 982 | 97,55 %    |  |  |